# امرأة باريس (فلم 1923)
امرأة باريس (بالإنجليزية: A Woman of Paris)، وهي دراما أمريكية صامتة طويلة من عام 1923، سيناريو، إنتاج وإخراج تشارلي تشابلن في استوديو يونايتد آرتيست. تعرف أيضا باسم «امرأة باريس: دراما المصير» وأيضا باسم «الرأي العام».

## القصة
تخطط ماري سانت كلير وخطيبها الفنان الطموح جان ميليه لمغادرة قريتهما الفرنسية الصغيرة إلى باريس حيث سيتزوجان. في الليلة التي تسبق موعد رحيلهما، تترك ماري منزلها للقاء جان. يغلق زوج أم ماري الباب أمامها ويخبرها أن تبحث عن مأوى في مكان آخر.
يدعو جان ماري إلى منزل والديه، لكن والده يرفض أيضًا السماح لها بالبقاء. يرافق جان ماري إلى محطة القطار، بعد العودة إلى المنزل لحزم أمتعتها. عندما يصل إلى المنزل، يكتشف أن والده قد توفي. عندما تتصل ماري بجان من المحطة، يخبرها أنه يجب عليهما تأجيل رحلتهما، لكنها تغادر في القطار بدونه.
بعد مرور عام في باريس، تستمتع ماري بحياة مترفة باعتبارها عشيقة رجل الأعمال الثري والزير بيير ريفيل. يتصل بها صديق ويدعوها إلى حفلة صاخبة في الحي اللاتيني. تعطي ماري العنوان لكنها لا تستطيع أن تتذكر ما إذا كانت الشقة في المبنى على اليمين أم اليسار. تدخل ماري المبنى الخطأ وتفاجأ بترحيب جان، الذي يتقاسم شقة متواضعة مع والدته. تخبر ماري جان أنها ترغب في أن يرسم صورتها وتعطيه بطاقة بها عنوانها.
يستدعي جان ماري في شقتها لتبدأ الرسم. تلاحظ ماري أنه يرتدي سوارًا أسودًا وتسأله عن سبب حزنه. يخبر جان ماري أن والده توفي في الليلة التي غادرت فيها بدونه.
تعود ماري وجان إلى علاقتهما الرومانسية من جديد، وتبتعد ماري عن بيير ريفيل. ينهي جان رسم صورة ماري، ولكن بدلاً من رسمها مرتدية الزي الأنيق الذي اختارته للجلوس، يرسمها مرتدية الفستان البسيط الذي ارتدته في الليلة التي غادرت فيها إلى باريس.
يقدم جان عرض زواج إلى ماري. وتتشاجر والدة جان معه بشأن العرض. وتصل ماري بشكل غير متوقع إلى خارج شقة جان في الوقت المناسب لتسمع جان يهدئ والدته، ويخبرها أنه تقدم للزواج في لحظة ضعف. ويفشل جان في إقناع ماري بأنه لم يقصد ما سمعته، فتعود إلى بيير ريفيل.
في الليلة التالية، يضع جان مسدسًا في جيب معطفه ويذهب إلى المطعم الفاخر حيث تتناول ماري وبيير العشاء. يتشاجر جان وبيير، ويطرد جان من المطعم. يطلق جان النار على نفسه في بهو المطعم مما أدى إلى وفاته.
تحمل الشرطة جثة جان إلى شقته. تأخذ والدة جان المسدس وتذهب إلى شقة ماري، لكن ماري ذهبت إلى استوديو جان. تعود والدة جان وتجد ماري تبكي بجوار جثة جان. تتصالح المرأتان وتعودان إلى الريف الفرنسي، حيث تفتحان دارًا للأيتام في كوخ ريفي.

## طاقم التمثيل
- إدنا بيرفيانس - ماري سانت كلير
- كلارنس جيلدارت - والد ماري
- كارل ميلر - جين ميليت
- ليديا نوت - والدة جين
- تشارلز إكراوس فرنينش - ولد جين
- أدولف منجو - بيير ريفيل
- بيتي موريسي - فيفي
- مالفينا بولو - بوليت
- هنري بيرغمان (غير معتمد) - رئيس الخدم
- تشارلي تشابلن (غير معتمد) - بواب

## روابط خارجية
- A Woman Of Paris على يوتيوب
- امرأة باريس  في قاعدة بيانات الأفلام على الإنترنت (بالإنجليزية)
- امرأة باريس (فلم 1923) في قاعدة بيانات تيرنر كلاسيك موفيز للأفلام.
- امرأة باريس على موقع IMDb (الإنجليزية)
- امرأة باريس على موقع ميتاكريتيك (الإنجليزية)
- امرأة باريس على موقع روتن توميتوز (الإنجليزية)
- امرأة باريس على موقع نتفليكس (الإنجليزية)
- امرأة باريس على موقع ألو سيني (الفرنسية)
- امرأة باريس على موقع Turner Classic Movies (الإنجليزية)
- امرأة باريس على موقع أول موفي (الإنجليزية)
- امرأة باريس على موقع فيلمافينيتي (الإسبانية)
- امرأة باريس على موقع قاعدة بيانات الفيلم (الإنجليزية)
- امرأة باريس على موقع ليتربوكسد (الإنجليزية)